# Басијана
Басијана (лат. Bassiana) је била антички град, чији се остаци налазе на археолошком локалитету Град у источном Срему, недалеко од данашњих Доњих Петроваца код Руме у Србији. Била је једно од најзначајнијих насеља у римској провинцији Доњој Панонији и њеној наследници Другој Панонији, чији је главни град био оближњи Сирмијум. Остаци Басијане простиру се на 28 хектара, а у њеној близини, на локалитету Солник код данашњег села Добринаца пронађени су остаци римског војног логора (лат. Caput Bassianae) са бедемима, кућама и гробовима. Локалитет Град (Басијана) налази се под заштитом државе као археолошко налазиште од изузетног значаја.

## Прошлост града и археолошки налази
Басијана је основана у 1. веку, на главном путу Сирмијум–Таурунум, на простору који је насељавало панонско племене Амантини, а потом и келтски и Скордисци. На основу указа цара Хадријана током његовог боравка у Панонији 124. године добила је статус муниципијума (до тада је била аутономни цивитас). Не зна се са сигурношћу када јој је додељен статус колоније са којим се први пут помиње 214. године. Басијана је великим делом уништена инвазијом Хуна средином 5. века, а касније је потпала под власт Острогота.
Уговором из 510. године, најисточнији део Паноније Секунде, око Басијане, враћен је под царску власт, чиме је створена византијска провинција Панонија. Приликом оснивања Архиепископије Јустинијане Приме (535), цар Јустинијан I (527-565) је одредио да поменути део Паноније, са Басијаном, потпадне под црквену надлежност новостворене архиепископије. Византијској Панонији је нешто касније прикључен и оближњи Сирмијум (567). Византијски граматичар Херакле у својим списима наводи Басијану као седиште епископије.
Археолошка истраживања на локалитету су вршена 1882. и 1935. године када их је радио Археолошки музеј из Загреба, а настављају се 1935. године које је водило Историјско друштво из Новог Сада.
Том приликом откривене су три зграде од камена и опеке, са системом за загревање просторија – хипокауст, подним мозаицима и зидним фрескама, као и канализационом мрежом. Током даљих истраживања откривено је много камених надгробних споменика, жртвеника, посуда од стакла, скулптуре, као и више од 300 новчића.
Након ископавања урађени су авионски снимци на основу којих је урађен урбанистички план и утврђено је да је град имао изглед неправилног петоугла, димензија 550 m, са 350 m. Град је био опасан бедемима са кулама квадратне основе.
Град је имао правилан распоред улица, а на крају главних улица (cardo i decumanus) налазиле су се капије. Постојале су четврти са комплексима грађевина јавног карактера, као и стамбени део у чијем саставу су се налазиле и радионице за снабдевање града.
Из историјских извора се зна да су у граду постојале текстилне радионице (gynaecium Bassianense) које су се највероватније бавиле израдом вунених производа.
У Басијани је била смештена коњичка јединица Крила Паноније. Из града се до насеља прилазило преко мостова, а војни логор се налазио поред села Добринци, три километра од Басијане, на локалитету Солнок.
Најзначајнији проналазак је римски прстен са територије муниципијума Басијана који датира из 3. или 4. века, а значајан је у толико што његова порука до тада није позната међу натписима на накитима и то га чини јединственим. Реч је о женском накиту од бронзе, са латинским натписом који гласи Veni – Amica (дођи пријатељице). Стручњаци сматрају да је реч о вереничком накиту – сличне поруке могле су се само наћи на луксузној римској керамици, у стиховима, чак у „Песми над песмама”, али не и на накиту.
Прстен је пречника 1,9 центиметара, тежине 2 грама, састоји се од тракасте елипсасте алке са наглашеним раменима. Слова су правилно отиснута. Није лако одредити да ли је порука била љубавног или религиозног карактера. Међу римском аристократијом у периоду раног царства били су омиљени стихови песника љубавне поезије, посебно Овидија, и биле су љубавног и еротског карактера. Цар Август, који је владао у то време, био је мишљења да су подривале морал римског друштва. Неки извори тврде да је и сам Овидије био протеран из Рима због таквих стихова.
Од те 1935. године, због недостатка финансијских средстава на Басијани нису рађена никаква ископавања или истраживања. Иако је стављен под заштиту државе, локалитет се често налази на удару дивљих археолога који га прекопавају у потрази за богатим пленом.